# William Peverel le Jeune
Pour les articles homonymes, voir Peverel.
William Peverel le Jeune, né entre 1080 et 1090 et mort après 1155, est un homme d'armes du Moyen age.

## Biographie
Fils de William Peverel, il épouse Avicia de Lancaster (1088 – vers  1150 ) à La Marche en Normandie. Elle est peut-être la fille de Guillaume de Lancastre I et de la comtesse Gundred de Warenne, fille de Guillaume de Warenne, 2e comte de Surrey. En 1114, elle est mère d'une fille, Margaret Peverel. Un autre membre de sa famille, Maude Peverel (une sœur ou une fille) est, vers 1120, la première épouse de Robert fitz Martin (en).
William hérite de l'honneur de Peverel.
Il est l'un des principaux partisans du roi Étienne et l'un des commandants de la bataille de l'Étendard. Il est capturé à la bataille de Lincoln en 1141, et est dépouillé de ses domaines.
Le roi Henri II le dépossède de l'Honour en 1153 pour avoir participé à une conspiration en vue d'empoisonner Ranulph de Gernon, bien que les historiens supposent que le roi souhaitait surtout le punir pour sa « méchanceté et sa trahison » pour avoir soutenu le roi Étienne,.